# Chronik und Taten der Herzöge und Fürsten von Polen

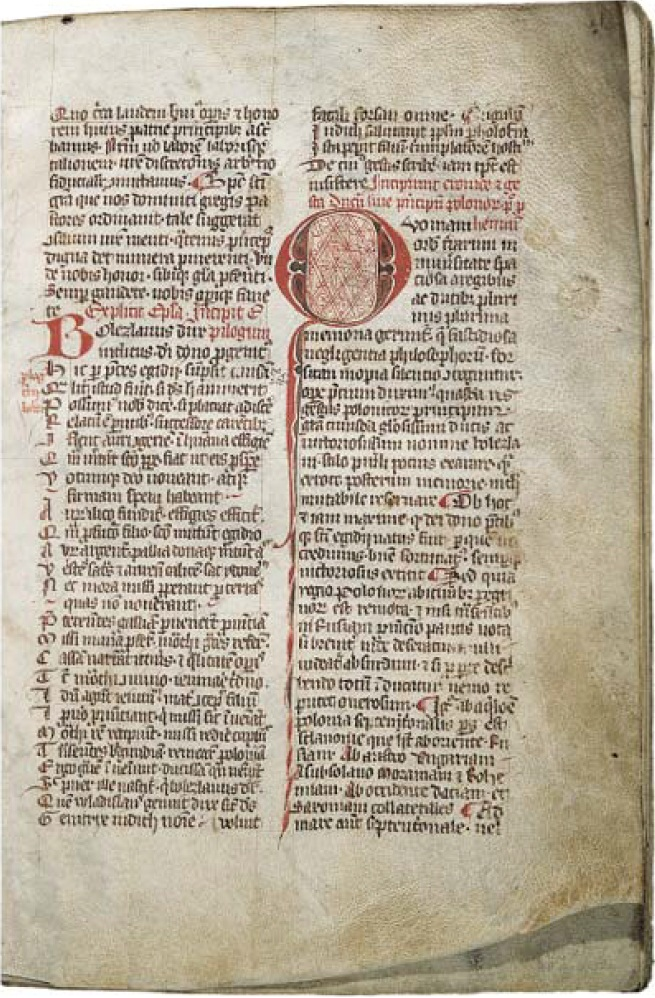
Seite aus dem Codex Zamoyscianus

Die Chronik und Taten der Herzöge und Fürsten von Polen (lateinisch Cronicae et gesta ducum sive principum Polonorum) sind in mittellateinischer Sprache von Gallus Anonymus in den Jahren 1113 bis 1116 wahrscheinlich in Krakau verfasste Gesta. Das Werk umfasst die Taten der polnischen Herrscher von der Vorgeschichte bis zum Jahre 1113, wonach das Werk abrupt endet. Im Zentrum stehen die Taten von Bolesław III. Schiefmund. Das Werk ist die erste polnische Chronik.

## Überlieferung
Die Originalhandschrift ging wahrscheinlich bereits im 12. Jahrhundert verloren. Das Geschichtswerk ist in drei Handschriften aus dem späten 14. und 15. Jahrhundert überliefert.
Die älteste und einzige Handschrift aus dem späten 14. Jahrhundert (wahrscheinlich zwischen 1380 und 1392 geschrieben) befindet sich im sog. Codex Zamoyscianus (fols. 20v–54v), der heute in der Biblioteka Narodowa in Warschau unter der Signatur BOZ cim.28 aufbewahrt wird. Diese Pergamenthandschrift enthält weitere historiografische und hagiografische Texte und wurde höchstwahrscheinlich in Krakau angefertigt. Sie war bis ins 15. Jahrhundert im Familienbesitz der Łaski und kam anschließend in den Besitz des Gnesner Kanonikers Sędziwoj von Czechło, einem Freund von Jan Długosz. Diese in der Textedition als Z bezeichnete Handschrift gilt als die beste und unvollständigste.
Von dieser Handschrift wurde zwischen 1434 und 1439 eine Kopie für Sędziwoj von Czechło angefertigt. Diese Papierhandschrift heißt daher Sędziwoj-Codex (S) und enthält neben der Chronik (fols. 242–307) andere Texte zur Historiografie, Hagiografie und Recht. Sie wird heute in der Bibliothek des Czartoryski-Museums in Krakau unter der Signatur 1310 aufbewahrt.
Der dritte und unabhängige Textzeuge ist der sog. Heilsberg-Codex (H), der zwischen 1469 und 1471 geschrieben und auf einem nicht erhaltenen Text aus Krakau basiert. Auch diese Papierhandschrift enthält neben der Chronik (fols. 119–247) weitere historiografische Texte. Wie der Codex Zamoyscianus wird auch diese Handschrift in der Biblioteka Narodowa unter der Signatur 8006 aufbewahrt. Diese Handschrift ist unvollständig und endet mit dem 15. Kapitel des dritten Buches. Zudem fehlen einige Kapitel gänzlich oder teilweise. Nichtsdestoweniger bietet sie an vielen Stellen eine bessere Lesart.

## Aufbau und Stil
Das Werk ist in drei Bücher gegliedert. Jedem dieser Bücher ist jeweils ein Widmungsbrief (epistola) sowie ein Einleitungsgedicht (epilog) vorangestellt. Die eigentlichen Bücher sind in Prosa verfasst, jedoch sind mehrere Gedichte eingebaut. Die Chronik steht damit in der Tradition anderer prosimetrischer Werke, wie Der Trost der Philosophie von Boethius oder Der Hochzeit der Philologie mit Merkus von Martianus Capella. Jedoch wurde diese Form nicht in der Geschichtsschreibung übernommen. Somit ist das Werke von Gallus Anonymus die erste Chronik in Europa, die Prosa und Lyrik mischt.
Das Werk ist unter dem Einfluss der Ars dictandi in rhythmisierter und teilweise gereimter Kunstprosa verfasst. Beinahe jeder Satz endet mit einem Cursus, wobei der cursus velox allein mehr als die Hälfte und der cursus spondiacus ein Fünftel ausmacht. Neben den meist zweisilbigen Reimen am Satzende, treten häufig auch im Satzinneren Reime in jeglicher Kombination (Paarreim, Kreuzreim, Triadenreim usw.) auf. Darin ähnelt die Chronik dem Stil in den Werken von Hildebert von Lavardin.
Die Kunstprosa zeichnet sich zudem durch eine Vielzahl an Stilfiguren aus, insbesondere durch Metaphern, Vergleiche, Epitheta, Alliterationen, Parallelismen und Paronomasien. Bezüglich des Einsatzes dieser rhetorischen Mittel lässt sich eine Zweiteilung im Werk ausmachen. So finden sie sich gehäuft in den diskursiven Teilen, wie den Widmungsbriefen, Reden und Erzählerkommentaren, wohingegen sie in der eigentlichen Erzählung zurücktreten, um einen unmittelbaren und plastischen Eindruck des Geschehens zu vermitteln.

## Inhalt

### Erster Widmungsbrief
Der erste Widmungsbrief mit dem Incipit Domino Martino Dei Gratia summo pontifici … ist an mehrere polnische Bischöfe gerichtet, nämlich den Erzbischof von Gniezno Martin, den Bischof von Płock Szymon, den Bischof von Posen Paweł, den Bischof von Krakau Maur, den Bischof von Breslau Siroslaus I., sowie an den Kanzler Michał Awdaniec.

### Erstes Buch
Nach dem Einleitungsgedicht Bolezlauus dux inclitus … beginnt das erste Buch mit einem Proömium, in dem die geografische Lage Polens beschrieben und das Land mit seiner Bevölkerung gelobt wird. Die folgenden 31 Kapiteln umfassen die Vorgeschichte bis zum Jahr 1086. Es wird die Geschichte der legendären Herrscher Popiel (Kapitel 1), Piast (Kapitel 2), Siemowit, Lestek und Siemomysł (Kapitel 3) erzählt. Darauf folgen die Taten von Mieszko I. (Kapitel 4–5), Bolesław I. (Kapitel 6–16; mit dem Trauergedicht De morte Bolezlaui carmina), Mieszko II. Lambert (Kapitel 17), Kasimir I. Karl (Kapitel 18–21), Bolesław II. (Kapitel 22–28), Mieszko Bolesławowic (Kapitel 29) und Władysław I. Herman (Kapitel 30–31).

### Zweiter Widmungsbrief
Der erste Widmungsbrief mit dem Incipit Domino Paulo Dei gratia Poloniensi reverende discretionis episcopo … ist nur noch an den Bischof Paweł und den Kanzler Michał Adwaniec gerichtet.

### Zweites Buch
Nach dem Einleitungsgedicht Nobis astate, nobis hoc opus recitate … beginnt das zweite Buch, das in 50 Kapiteln die Ereignisse der Jahre 1086 bis 1109 umfasst und die Taten von Bolesław III. Schiefmund seit seiner Kindheit beschreiben. Auch eine Wundertat durch den bereits verstorbenen Adalbert von Prag wird erzählt, dessen Gebeine in der Kathedrale von Gnesen aufbewahrt werden (Kapitel 6). Im Kapitel 28 findet sich zudem das Gedicht Pisces salsos et fetentes ….

### Dritter Widmungsbrief
Der erste Widmungsbrief mit dem Incipit Domino Paulo Dei gratia Poloniensi reverende discretionis episcopo … ist an keinen namentlichen Adressaten, sondern an die herzoglichen Kaplane und sonstigen Kleriker gerichtet. Dieser längste der drei Widmungsbriefe ist zugleich der persönlichste und beinhaltet literaturtheoretische Ansichten des Verfassers.

### Drittes Buch
Nach dem Einleitungsgedicht Deo vero laus et honor … beginnt das dritte Buch, das in 26 Kapiteln die Ereignisse der Jahre 1109 bis 1113 umfasst. Im Kapitel 11 findet sich auch das Gedicht Bolezlaue, Bolezlaue, dux gloriosissime ….

## Rezeption
Aus den wenigen überlieferten Handschriften kann geschlossen werden, dass die Chronik schnell an Bedeutung verlor. Hundert Jahre nach ihrem Erscheinen nutzte Wincenty Kadłubek sie intensiv für seine eigene Chronik, die das Werk von Gallus Anonymus für mehrere Jahrhunderte in den Hintergrund treten ließ. Erst mit der Aufklärung fand sie vermehrt interessierte Leser und wurde zuerst von dem Historiker Tadeusz Czacki gepriesen. Für die Geschichtsschreiber Adam Naruszewicz und Joachim Lelewel stellte sie Grundlage für ihre eigenen Geschichtswerke dar.

## Ausgaben
- Karol Maleczyński (Hrsg.): Galli Anonymi cronicae et gesta ducum sive principum Polonorum (= Monumenta Poloniae Historica. Nova Series. Band II). Polska Akademia Umiejętności, Krakau 1952.
- Josef Bujnoch (Hrsg.): Polens Anfänge. Gallus Anonymus: Chronik und Taten der Herzöge und Fürsten von Polen. Verlag Styria, Graz u. a. 1978, ISBN 3-222-10554-5.
- Paul W. Knoll und Frank Schaer (Hrsg.): Gesta principum Polonorum. The deeds of the princes of the Poles (= Central European medieval texts. Band 3). Budapest 2003, ISBN 963-9241-40-7.